# Oncosiphon sabulosum
Oncosiphon sabulosum là một loài thực vật có hoa trong họ Cúc. Loài này được (Wolley-Dod) Källersjö mô tả khoa học đầu tiên năm 1988.